# Stadshart (Zoetermeer)

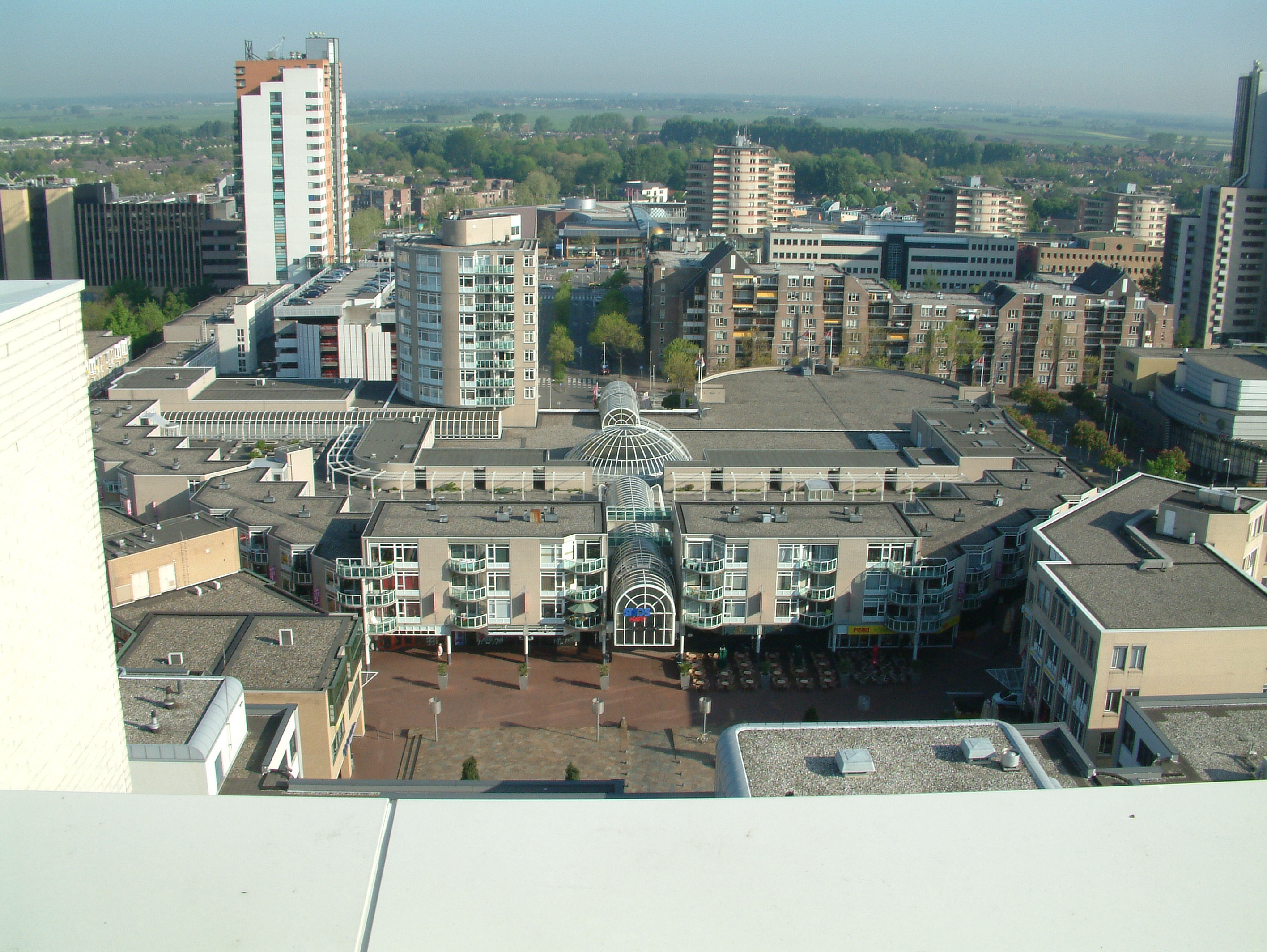
Een stukje van het Stadshart, de ingang van de Passage

Het Stadshart is het winkelcentrum in het centrum van Zoetermeer. Het is in fasen tot stand gekomen doordat het oorspronkelijke dorp Zoetermeer in hoog tempo werd omgebouwd tot stad door nieuwe woonwijken te bouwen. 

## Geschiedenis
In 1981 werd begonnen met de bouw van het huidige Stadshart. Het oude winkelcentrum, de Dorpsstraat, kreeg er daarmee een geduchte concurrent bij. Naast winkels, kantoren en woningen kwamen ook het nieuwe stadhuis de bibliotheek naar het centrum.
Zoals over alle planologie in Zoetermeer is er nagedacht over de optimale opzet. Het Stadshart bestaat uit twee lagen: boven een laag voor de consumenten en daaronder een laag voor de logistiek. De praktijk is dat de aan- en afvoer naar de magazijnen met vrachtwagens onderlangs kan gebeuren, terwijl de verkoop bovenlangs ongestoord door kan gaan. Waar de ruimte dat toeliet zijn onderdeks grote parkeerplaatsen voor de bewoners en het winkelend publiek gerealiseerd. Het openbaar vervoer kreeg een eigen plaats met twee haltes van de RandstadRail, Centrum-West (met daarbij een busstation) en Stadhuis aan de oostzijde van het Stadshart.
Om parkeerproblemen voor te zijn zijn ook grote bovengrondse en ondergrondse parkeergarages gebouwd. Aanvankelijk konden die geheel gratis worden gebruikt. Onder druk van de buurgemeenten met concurrerende winkelcentra zijn de garages door de gemeente echter verkocht en moet er sindsdien voor het parkeren worden betaald. De winkeliersvereniging doet dat echter voor de parkeergarages grotendeels zelf, waardoor de eerste twee uur parkeren er gratis zijn. 
Er is geleerd van fouten van andere gemeenten, met een centrum zonder bewoners, en dus zijn boven de winkels woningen gebouwd en tussendoor woontorens gezet. De woningen moeten ervoor zorgen dat ook na sluitingstijd het Stadshart levendig blijft. Ook is er een aantal restaurants, bioscopen, theater en andere uitgaansgelegenheden opgenomen, zoals dat in een centrum van een stad mag worden verwacht. 

### Fasering bouw
Het Stadshart is in fases gebouwd:
1. Westwaarts
2. Promenade
3. Passage
4. Noordwaarts, Zuidwaarts en Oostwaarts
5. Warande
6. Spazio Shopping Space
7. Cadenza

De voorlopig laatste uitbreiding, Cadenza, komt op de plaats waar Zoetermeer reeds een nieuw gebouw heeft gesloopt, de PWA-hal oftewel de Prins Willem Alexander ijshal. Die is vervangen door het Silverdome, aan de oostkant van de stad in het gebied Kwadrant.
Naast het Stadshart is aan de overzijde van de tunnelbak het Woonhart gebouwd. Dat is een vergelijkbaar winkelcentrum, maar dan voor winkels op het gebied van woninginrichting en er zijn kleine restaurantjes te vinden. Er wordt gewerkt aan plannen om de twee winkelgebieden overdekt te koppelen.

## Foto's

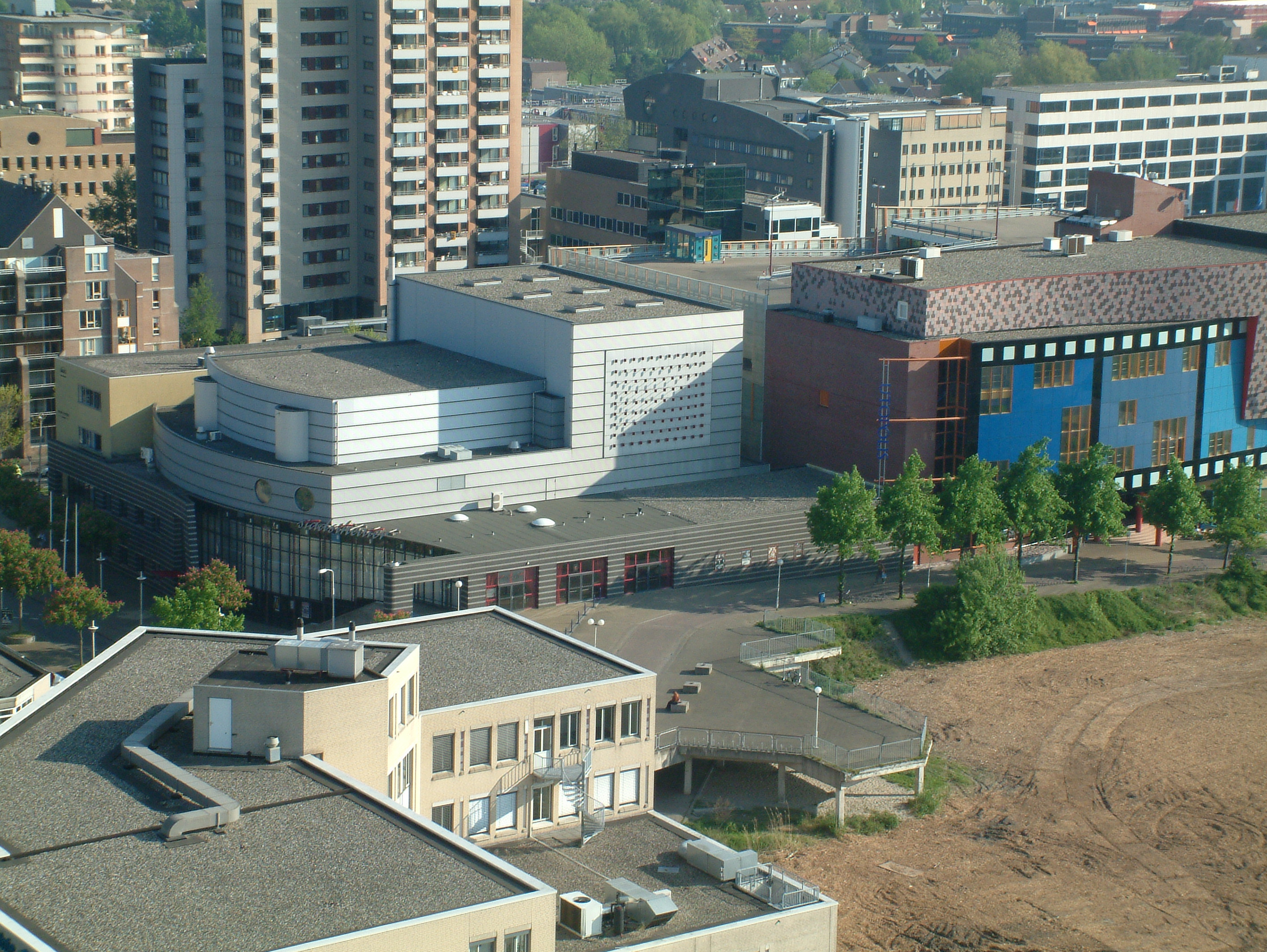
Stadstheater en de aanzet voor Cadenza
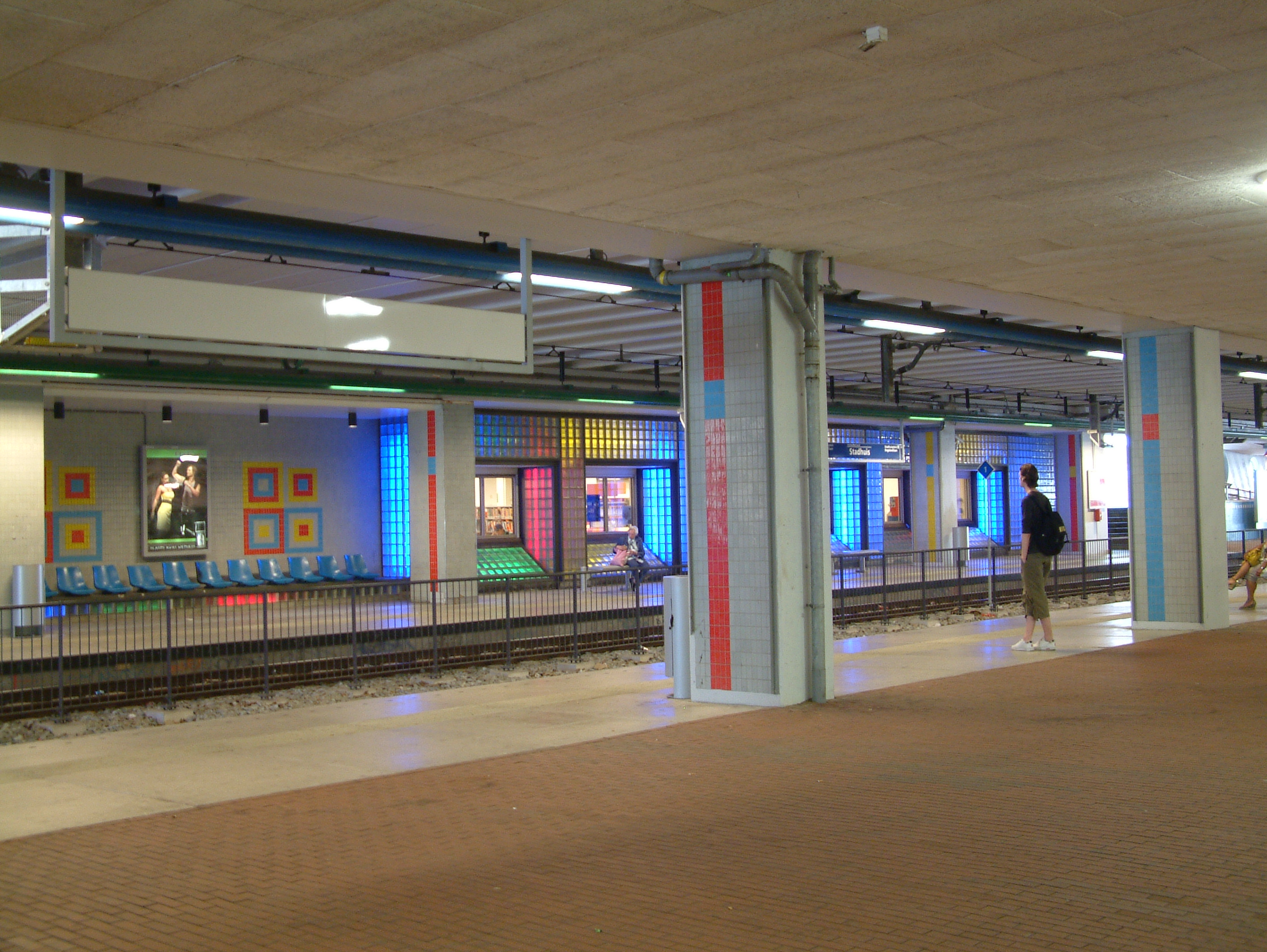
Halte Stadhuis met een doorkijkje in de bibliotheek
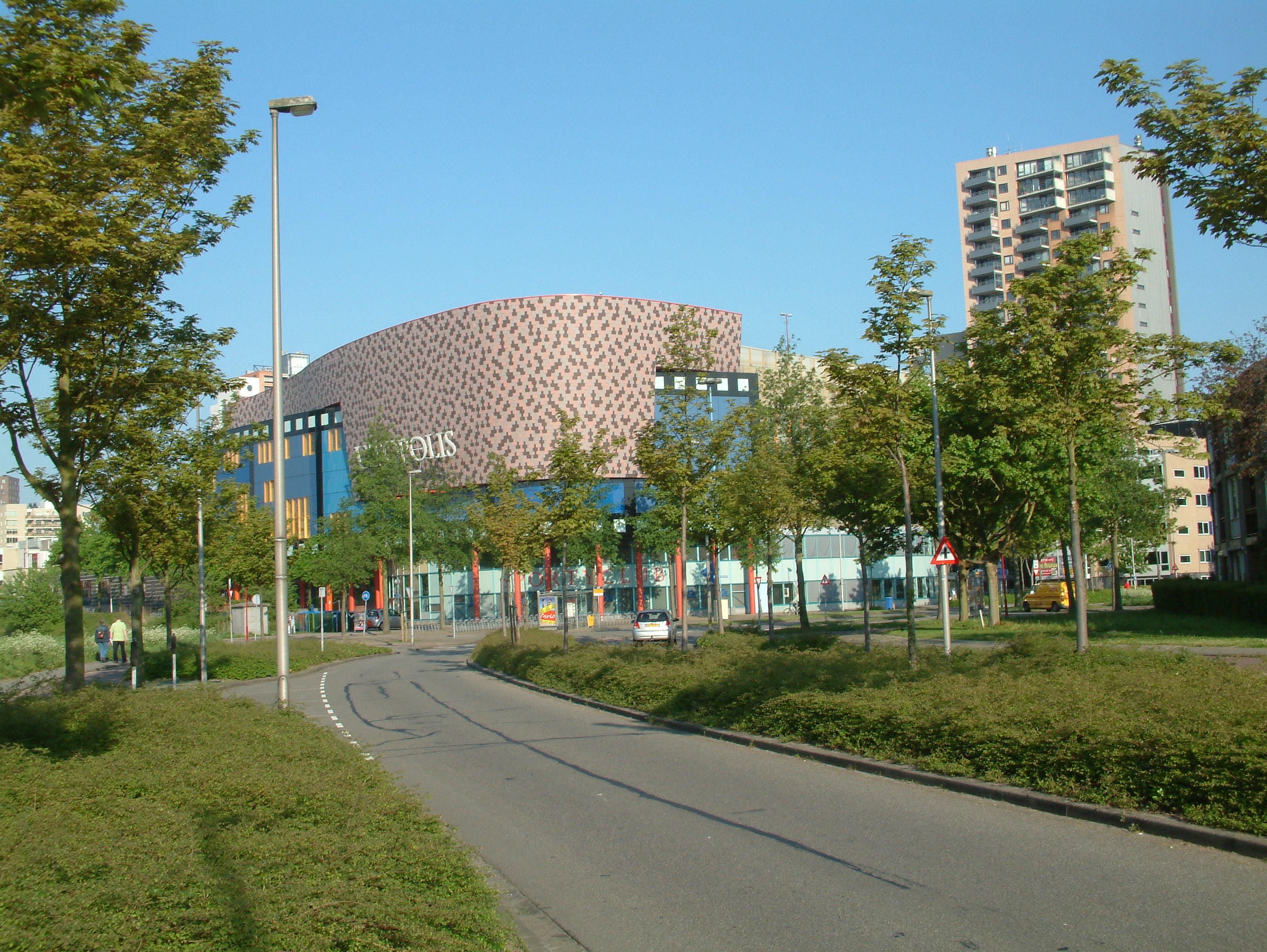
Bioscoop Utopolis
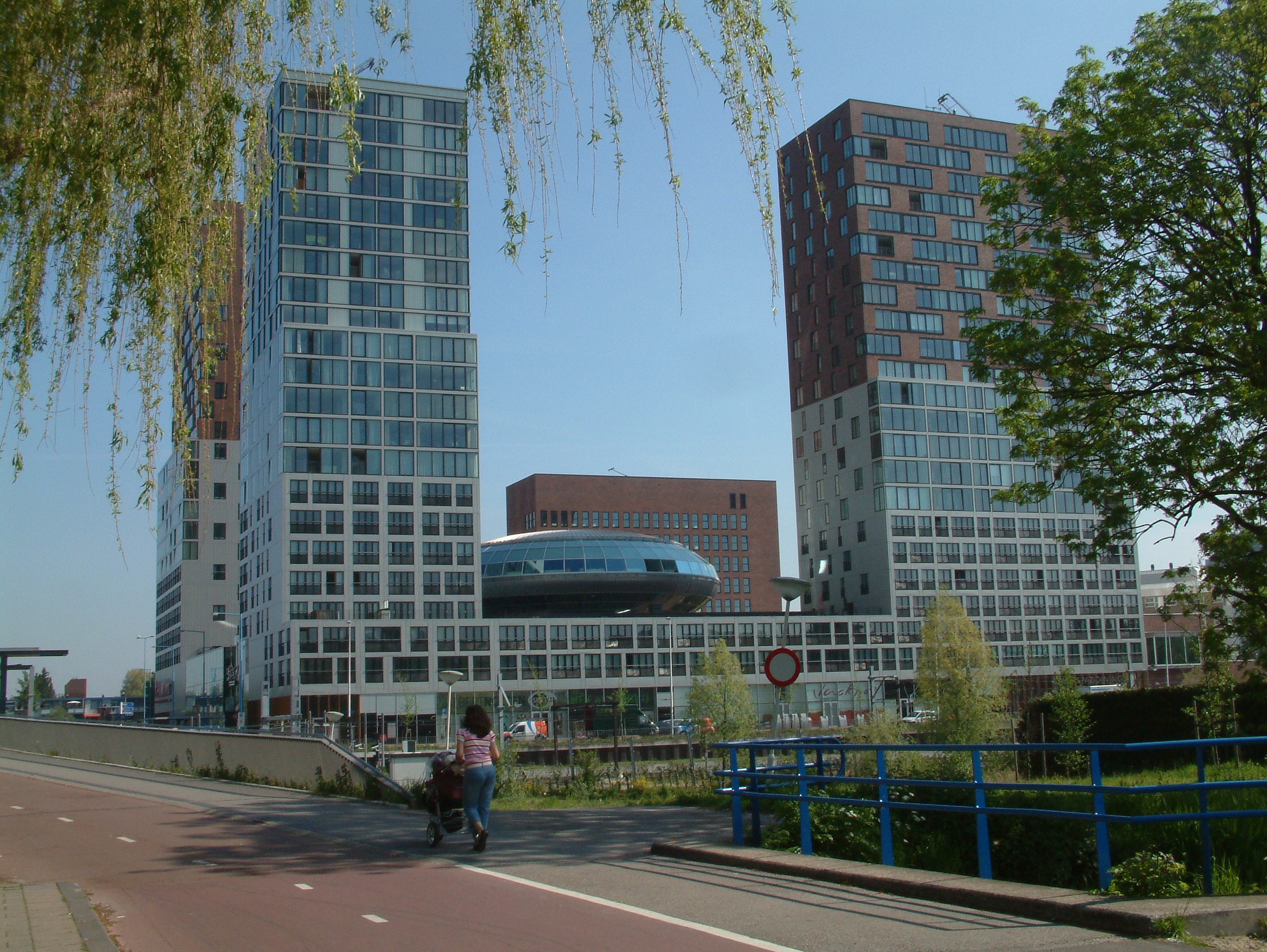
Spazio
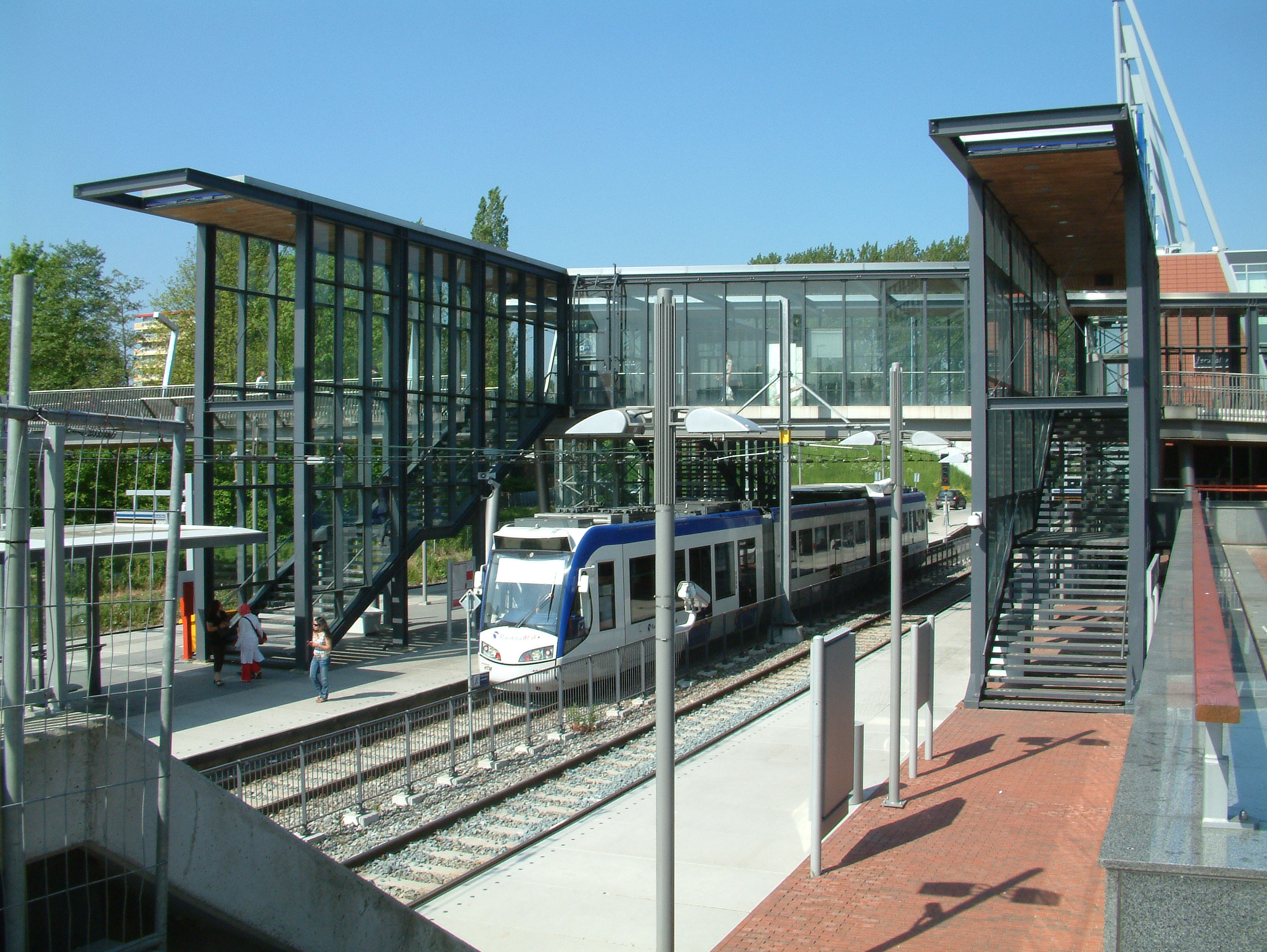
Halte Centrum West
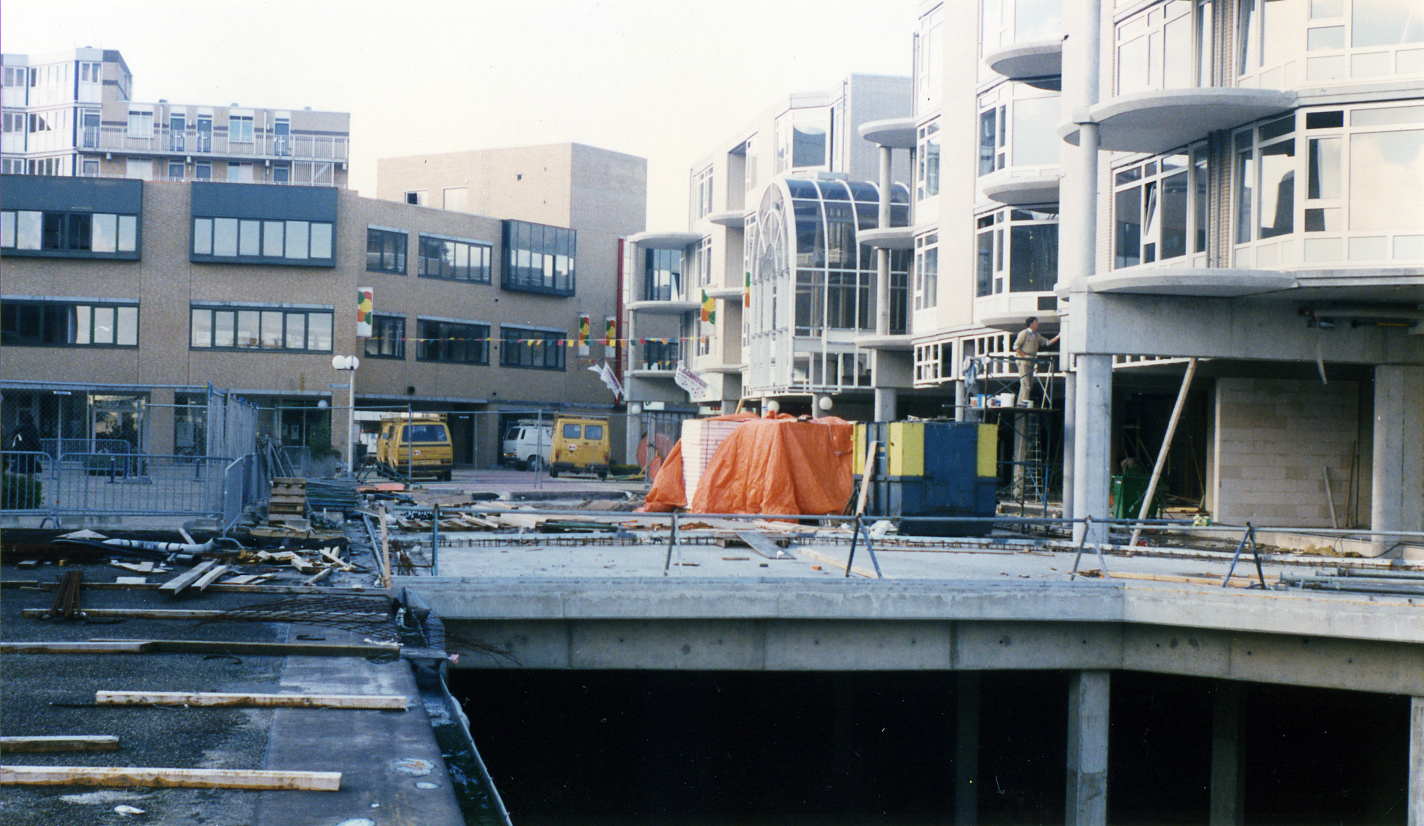
Bouw Stadhuisplein eind jaren '80
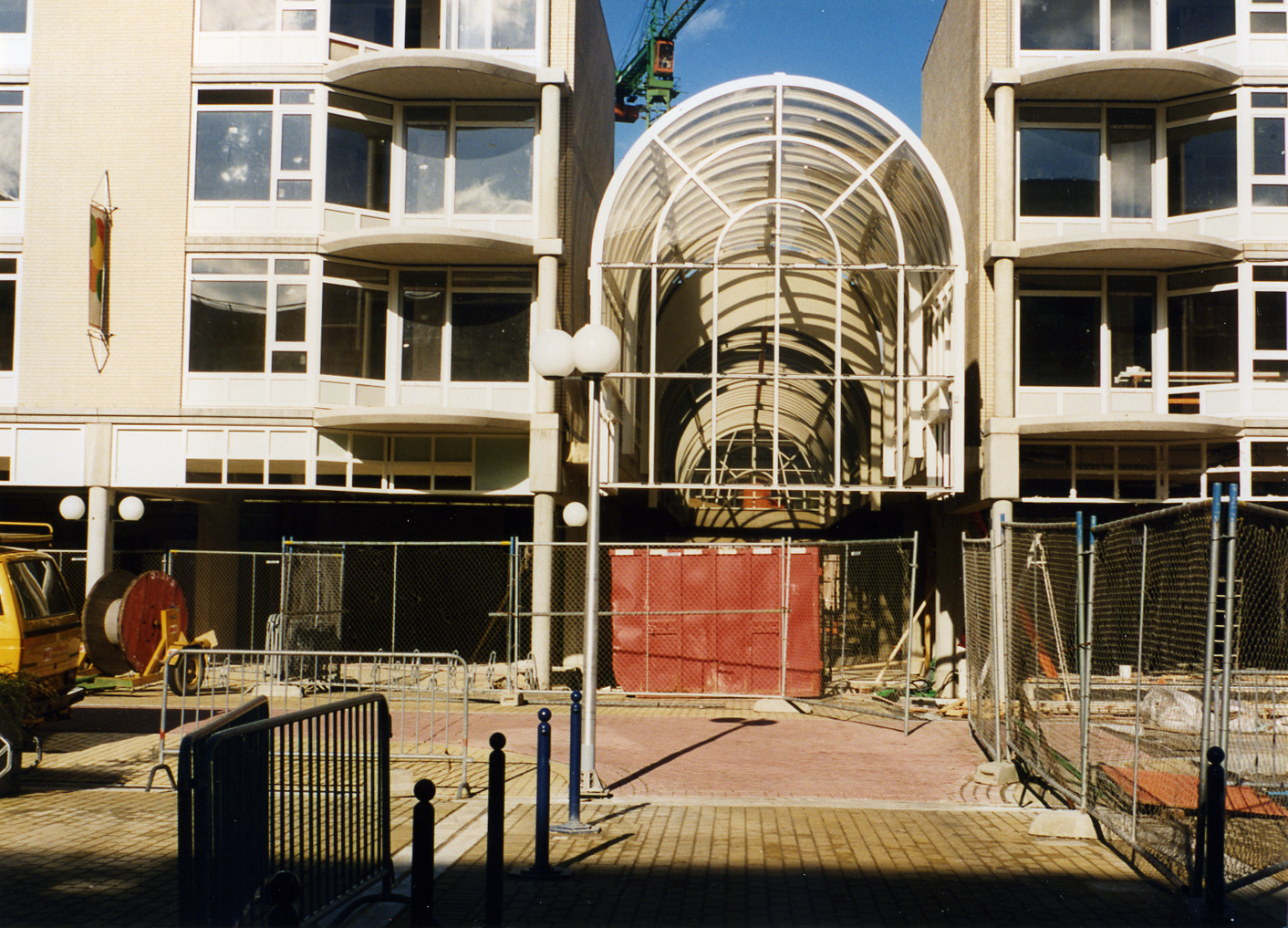
Bouw Passage eind jaren '80